# الگوریتم ادموندز کارپ
الگوریتم ادموندز کارپ (به انگلیسی: Edmonds-Karp algorithm): در علوم کامپیوتر و نظریه گراف الگوریتمEdmonds_Karp  پیاده‌سازی ای برای الگوریتم فورد–فالکرسون برای محاسبهٔ مسئله بیشینه جریان در شبکه شاره در زمان {\displaystyle O(|V||E|^{2})} است. این الگوریتم از الگوریتم ارسال-برچسب که در زمان {\displaystyle O(|V|^{3})} انجام می‌شود سریع تر است. این الگوریتم اولین بار توسط دانشمند شوروی Yefim (Chaim) Dinic در سال ۱۹۷۰ منتشر شد؛ و به‌طور مستقل توسط جک ادموند و ریچارد کارپ در سال ۱۹۷۲ با کاهش زمان الگوریتم قبلی به {\displaystyle O(|V||E|^{2})} انتشار یافته‌است.

## الگوریتم
در این اگوریتم می‌خواهیم بیشینه شاره را از مبدأ s تا مقصد t پیدا کنیم این الگوریتم شبیه به الگوریتم الگوریتم فورد–فالکرسون است و تفاوتش این است که در این الگوریتم محدودیت الگوریتم فورد–فالکرسون بهبود می‌یابد
چرا که که محاسبهٔ مسیر افزایشی را با جستجوی سطح اول پیاده‌سازی می‌کنیم. حال آنکه در الگوریتم فورد–فالکرسون جستجوی عمق اول را اجرا می‌کردیم و به محدودیت زمانی بیشتری نیاز داشت. مسیر پیدا شده باید کوتاه‌ترین مسیر باشد که ظرفیت آماده‌ای دارد؛ که توسط جستجوی سطح اول پیدا می‌شود؛ که ما اجازه می‌دهیم یال‌ها اندازهٔ واحدی داشته باشند. بیشترین شاره معادل با برش کمینه است.
ویژگی دیگر این الگوریتم این است که طول کوتاه‌ترین مسیر هر سری افزایش می‌یابد. اثبات را می‌توان ار منبع ذکر شده مشاهده کرد
کاری که در این الگوریتم می‌کنیم این است که با جستجوی سطح اول مسیر افزایشی را می‌یابیم و هر سری اگر که مسیر افزایشی (مسیری که یال پر ندارداین مسئله هم در کد سطح اولی که در زیر آمده مشخص است) داشتیم کمترین ظرفیت را پیدا می‌کند و مینیمم ظرفیت را به جریان همهٔ یال هااضافه می‌کند و از آن کم می‌کند. به این صورت بیشینه شار بین مبدأ و مقصد را پیدا می‌کند که معادل با برش کمینه است. در کد زیر نحوهٔ انجام این الگوریتم نشان داده می‌شود.
ورودی الگوریتم:
ورودی این الگوریتم یک گراف است که یک راس مبدأ s دارد و یک راس مقصد t و روی همهٔ یال‌ها ظرفیت هر یال نوشته شده‌است.
خروجی الگوریتم:
بیشترین جریان از s به t تا زمانی که مسیر افزایشی با ویژگی‌های بالا وجود دارد.

## پیچیدگی الگوریتم
زمان اجرای این الگوریتم {\displaystyle O(|V||E|^{2})} است. به این علت که هر مسیر در زمان اجرای {\displaystyle O(|E|)} بدست می‌آید. در هر زمان حداقل یکی از E یال سیر می‌شوند؛ که فاصله از یال سیر شده تا مبدأ باید طولانی‌تر از آخرین باری باشد که سیر شده و این طول حداکثر برابر با V تعداد راس‌ها است.

## پیاده‌سازی
```
algorithm
 
EdmondsKarp

     
input
:

         
C
[
1.
.
n
,
 
1.
.
n
]
 
(
Capacity
 
matrix
)

         
E
[
1.
.
n
,
 
1.
.
 
?
](
Neighbour
 
lists
)

         
s
            
(
Source
)

         
t
             
(
Sink
)

    
output
:

         
f
            
(
Value
 
of
 
maximum
 
flow
)

         
F
             
(
A
 
matrix
 
giving
 
a
 
legal
 
flow
 
with
 
the
 
maximum
 
value
)

     
f
:=
 
0
 
(
Initial
 
flow
 
is
 
zero
)

     
F
:=
 
array
(
1.
.
n
,
 
1.
.
n
)
 
''
(
Residual
 
capacity
 
from
 
u
 
to
 
v
 
is
 
C
[
u
,
v
]
 
-
 
F
[
u
,
v
])

     
forever

         
m
,
 
P
:=
 
BreadthFirstSearch
(
C
,
 
E
,
 
s
,
 
t
,
 
F
)

         
if
 
m
 
=
 
۰

            
break

         
f
:=
 
f
 
+
 
m

        
(
Backtrack
 
search
,
 
and
 
write
 
flow
)

         
v
:=
 
t

        
while
 
v
 
≠
 
s

             
u
:=
 
P
[
v
]

             
F
[
u
,
v
]
:=
 
F
[
u
,
v
]
 
+
 
m

             
F
[
v
,
u
]
:=
 
F
[
v
,
u
]
 
-
 
m

             
v
:=
 
u

    
return
 
(
f
,
 
F
)

 
algorithm
 
BreadthFirstSearch

     
input
:

         
C
,
 
E
,
 
s
,
 
t
,
 
F

     
output
:

         
M
[
t
]
         
(
Capacity
 
of
 
path
 
found
)

         
P
            
(
Parent
 
table
)

     
P
:=
array
(
1.
.
n
)

    
for
 
u
 
in
 
1.
.
n

         
P
[
u
]
:=
 
-
۱

     
P
[
s
]
:=
 
-
2
(
make
 
sure
 
source
 
is
 
not
 
rediscovered
)

     
M
:=
array
(
1.
.
n
)(
Capacity
 
of
 
found
 
path
 
to
 
node
)

     
M
[
s
]
:=
 
∞

     
Q
:=
 
queue
()

     
Q
.
push
(
s
)

     
while
 
Q
.
size
()
>
 
۰

         
u
:=
 
Q
.
pop
()

        
for
 
v
 
in
 
E
[
u
]

            
(
If
 
there
 
is
 
available
 
capacity
,
 
and
 
v
 
is
 
not
 
seen
 
before
 
in
 
search
)

             
if
 
C
[
u
,
v
]
 
-
 
F
[
u
,
v
]
>
 
0
 
and
 
P
[
v
]
 
=
 
-
۱

                 
P
[
v
]
:=
 
u

                 
M
[
v
]
:=
 
min
(
M
[
u
],
 
C
[
u
,
v
]
 
-
 
F
[
u
,
v
])

                
if
 
v
 
≠
 
t

                     
Q
.
push
(
v
)

                
else

                     
'return M[t], P

    
return
 
0
,
 
P

```

## مثال
در شکل زیر گرافی داده شده‌است که روی یال‌هایش ظرفیت هر یالی قرار دارد و جریان اولیهٔ گذر کرده از یال‌ها برابر با ۰ است می‌خواهیم جریان بیشینه که از A به G می‌رود را پیدا کنیم.
در شکل‌های زیر مراحل مختلف الگوریتم قرار گرفته و در هر شکل یک مسیر با ویژگی‌های ذکر شده با جستجوی عمق اول پیدا شده و در زیر هر شکل مراحل مختلف مربوط به آن قرار گرفته.
در زیر هر شکل ظرفیت باقی‌مانده محاسبه شده که برابر با (cf(u,v) = c(u,v) − f(u,v است و طبق الگوریتم بالا بین ظرفیت‌های باقی ماندهٔ یال‌های الگوریتم مقدار حداقلی یافت می‌شود.
| ظرفیت | مسیر          |
| ظرفیت | شبکهٔ راس‌ها    |
| --- | ------------- |
| min(c_f(A,D),c_f(D,E),c_f(E,G)) = min(3-0,2-0,1-0) = min(3,2,1) = ۱                                             | A,D,E,G       |
| min(c_f(A,D),c_f(D,E),c_f(E,G)) = min(3-0,2-0,1-0) = min(3,2,1) = ۱                                             |               |
| min(c_f(A,D),c_f(D,F),c_f(F,G)) = min(3-1,6-0,9-0) = min(2,6,9) = ۲                                             | A,D,F,G       |
| min(c_f(A,D),c_f(D,F),c_f(F,G)) = min(3-1,6-0,9-0) = min(2,6,9) = ۲                                             |               |
| min(c_f(A,B),c_f(B,C),c_f(C,D),c_f(D,F),c_f(F,G)) = min(3-0,4-0,1-0,6-2,9-2) = min(3,4,1,4,7) = ۱               | A,B,C,D,F,G   |
| min(c_f(A,B),c_f(B,C),c_f(C,D),c_f(D,F),c_f(F,G)) = min(3-0,4-0,1-0,6-2,9-2) = min(3,4,1,4,7) = ۱               |               |
| min(c_f(A,B),c_f(B,C),c_f(C,E),c_f(E,D),c_f(D,F),c_f(F,G))= min(3-1,4-1,2-0,0--1,6-3,9-3)= min(2,3,2,1,3,6) = ۱ | A,B,C,E,D,F,G |
| min(c_f(A,B),c_f(B,C),c_f(C,E),c_f(E,D),c_f(D,F),c_f(F,G))= min(3-1,4-1,2-0,0--1,6-3,9-3)= min(2,3,2,1,3,6) = ۱ |               |

در آخر می‌خواهیم بیشینه جریان را پیدا کینم. می‌دانیم که جریان بیشینه برابر با برش کمینه است. در این شکل یک برش کمینه وجود دارد که راس‌ها را به راس‌های A B C E وو D F G تقسیم می‌کند با ظرفیت زیر:
c(A,D)+c(C,D)+c(E,G)=۳+۱+۱=۵